# Lili Marleen (rose)
'Lili Marleen' est un cultivar de rosier floribunda obtenu en Allemagne par Reimer Kordes en 1959 à partir du croisement ('Crimson Glow' x 'Rudolph Timm') x 'Ama'. Ce rosier à massif donne des fleurs rouge sang particulièrement spectaculaires et il est idéal pour les plates bandes et les haies. Il doit son nom à la chanson d'amour allemande Lili Marleen, interprétée notamment par Marlene Dietrich.

## Description
Ce rosier buisson est plutôt court avec des branches compactes, bien ramifiées. Il mesure environ 70 cm de hauteur pour 80 cm de largeur. Son feuillage est vert foncé (5 folioles) et ses aiguillons sont rouges. Il est de croissance rapide.
La floraison de 'Lili Marleen' est continue (de mai aux gelées) et abondante, ce qui en fait un « must » de nombre de catalogues de pépiniéristes. Ses fleurs semi-doubles très légèrement parfumées sont rouge sang ; elles s'épanouissent d'abord en bouquets de trois à quinze boutons qui s'ouvrent ensuite en coupes de 8 cm de diamètre environ avec vingt-cinq pétales. Cette variété ne donne pas de fruit. Son pédoncule étant petit, elle n'est pas conseillée pour les fleurs en vase.
Il doit être cultivé dans un endroit ensoleillé à sol profond et bien drainé. Sa zone de rusticité est 5b, il s'agit donc d'un rosier bien résistant qui se vend dans de nombreux pays du monde. Ce cultivar existe aussi en rosier grimpant, sous le nom de 'Climbing Lili Marlène' (Pekmez, France, 1983), atteignant plus de 2,50 mètres.
'Lili Marleen' a donné naissance entre autres à 'Ravensberg' (Noack, 1986) et à 'Palmengarten Frankfurt' (Kordes, 1988). 

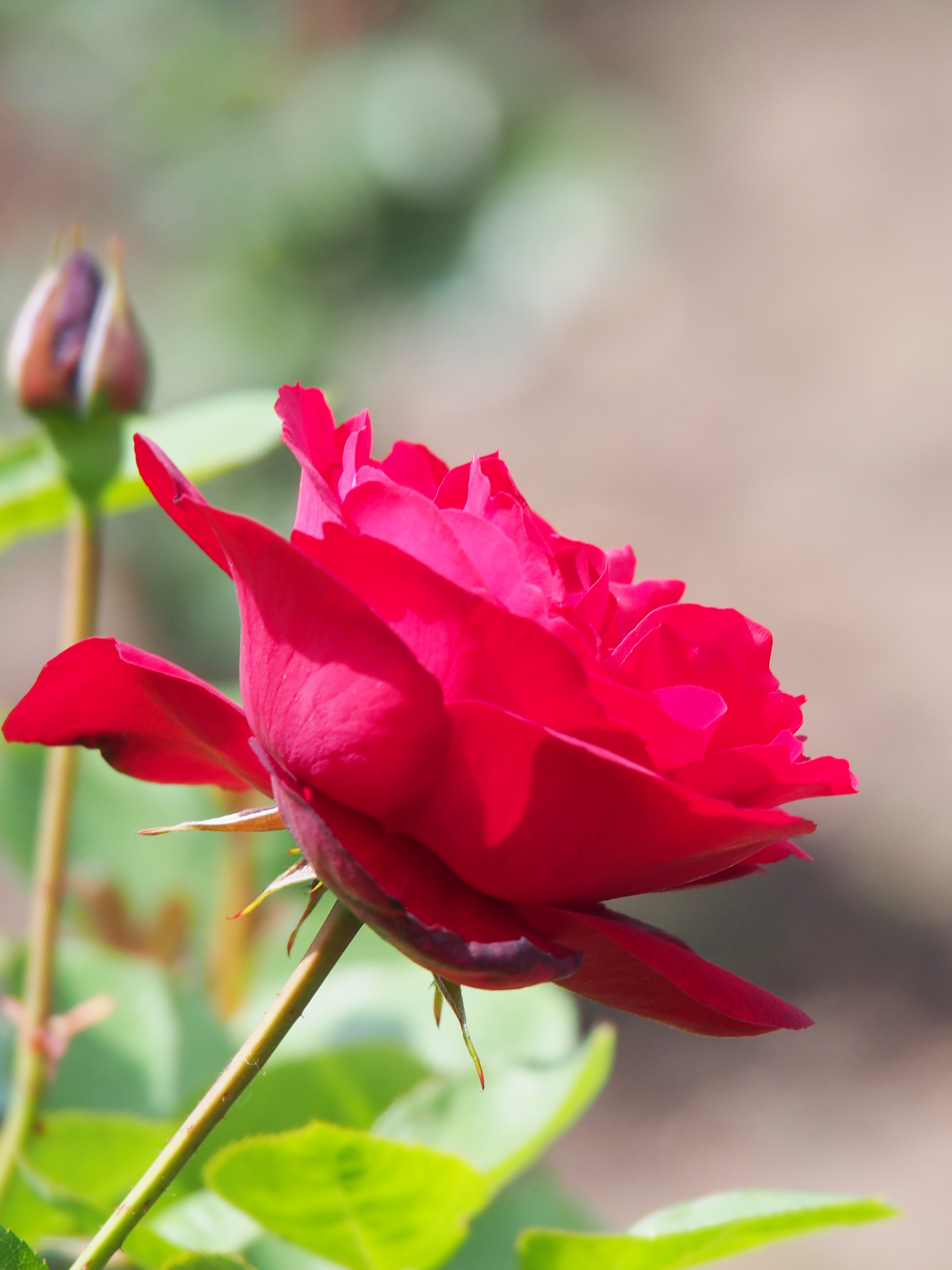
Vue en coupe.

Ce rosier est un grand classique des jardins publics par sa robustesse et par l'effet de masse qu'il procure lorsqu'il est planté en immenses massifs d'un magnifique rouge sombre.

## Distinctions
- RNS Gold 1959
- ADR (Allgemeine Deutsche Rosenneuheitenprüfung) en 1960
- Rose d'or de La Haye en 1966